# Alexander Rosa

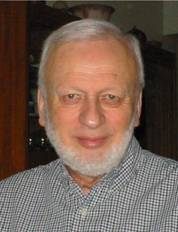
Alexander Rosa

Alexander Rosa (* 26. Januar 1937, Bratislava) ist ein kanadisch-slowakischer Mathematiker, der sich in der Kombinatorik besonders mit Blockplänen (Designs) befasst, zum Beispiel mit Steiner-Tripel-Systemen.
Rosa wurde 1968 an der Slowakischen Akademie der Wissenschaften bei Anton Kotzig promoviert. Er wurde Professor an der McMaster University, inzwischen ist er Professor emeritus.
Er arbeitete seit 1974 eng mit Curt Lindner zusammen.
2012 erhielt er die Euler-Medaille.

## Schriften (Auswahl)
- mit Charles J. Colbourn: Triple Systems, Oxford, Clarendon Press 1999